# Wilhelmine Kofler
Wilhelmine Kofler (* 25. Oktober 1802 in Bozen; † 14. April 1866 ebenda) war eine Bozner Wohltäterin.

## Leben
Wilhelmine Kofler war die Tochter des Handelsdirektors Johann Anton Grätzl und mit dem Arzt Josef Kofler verheiratet. In ihren Testamenten vermachte sie ihr ganzes, sehr umfangreiches Vermögen den Armen und Waisen. Der Hauptanteil floss zu gleichen Teilen dem Armenhaus in der Rauschertorgasse und der Kleinkinderbewahranstalt zu, aus der Kleinkinderbewahranstalt wurde mit der Zeit der Koflerkindergarten und ein Mädchenheim, im selben Gebäude in der Vintlerstraße. Der Kindergarten schloss mit dem Schuljahr 2014/15 und wurde wenige Meter weiter als Kindergarten Weggenstein wieder errichtet. In den Räumen des Kindergartens wurden weitere Zimmer für das Mädchenheim eingerichtet.
Ein kleiner Platz in der Nähe der Deutschhauskirche in Bozen erinnert an die große Wohltäterin, deren Wirken auf einer Gedenktafel verewigt ist.